# Divizia A 1954
Sezonul 1954 al Diviziei A a fost cea de-a 37-a ediție a Campionatului de Fotbal al României, și a 17-a de la introducerea sistemului divizionar. A început pe 21 martie 1954 și s-a terminat pe 24 noiembrie 1954. Flamura Roșie Arad a devenit campioană pentru a patra oară în istoria sa. Sistemul competițional a revenit la 14 echipe în primul eșalon, ultimele trei urmând să retrogradeze în Divizia B.

## Rezumat
Flamura Roșie s-a instalat pe locul întâi în etapa a treia și a devenit campioana turului. Abia în etapa 21, CCA a detronat pe arădeni, dar peste două etape, Flamura Roșie a câștigat duelul direct, la Arad, scor 3-0 și a revenit în frunte. La final, diferența dintre arădeni și bucureșteni a fost de un singur punct.
Metalul Hunedoara (viitoarea Corvinul Hunedoara) a promovat în premieră în prima divizie. La finalul campionatului reușise să se mențină în Divizia A, ocupând ultimul loc deasupra liniei, dar după încheierea sezonului echipa a fost retrogradată la „masa verde” pentru încercarea de a se menține în Divizia A prin mijloace necinstite. Motivarea a fost: „pentru lichidarea din practica sportivă a rămășițelor, mentalităților putrede, burgheze”. Hunedorenii au fost acuzați că au câștigat prin aranjamente o serie de jocuri, iar sancțiunile au fost dure: șapte persoane din conducerea clubului au fost suspendate din orice activitate sportivă, iar o serie de fotbaliști au fost de asemenea sancționați: Marinescu și Zapis suspendați din viața sportivă, Voinescu suspendat trei ani, Niculescu și Mioc pentru doi ani, Mihuț pentru șase luni. Au mai fost sancționați conducători și jucători de la Progresul Oradea și Flacăra Ploiești. Pedepsele pentru jucători au fost în scurt timp reduse, și chiar anulate.
Dinamovistul Alexandru Ene a intrat în posesia Cupei Pronosport, pentru cel mai bun marcator al campionatului, trofeu inaugurat în acest sezon.

## Clasament
| Loc | Echipă                   | Pct. | MJ | V  | E  | Î  | GM | GP | GA    | Calificare sau retrogradare    |
| --- | ------------------------ | ---- | -- | -- | -- | -- | -- | -- | ----- | ------------------------------ |
| 1.  | UTA Arad (C)             | 35   | 26 | 15 | 5  | 6  | 37 | 29 | 1,276 | Campioana României             |
| 2.  | CCA București            | 34   | 26 | 13 | 8  | 5  | 35 | 25 | 1,400 |                                |
| 3.  | Dinamo                   | 33   | 26 | 12 | 9  | 5  | 62 | 36 | 1,722 |                                |
| 4.  | CFR Timișoara            | 29   | 26 | 10 | 9  | 7  | 40 | 22 | 1,818 |                                |
| 5.  | Știința Cluj             | 28   | 26 | 11 | 6  | 9  | 32 | 32 | 1,000 |                                |
| 6.  | Politehnica Timișoara    | 27   | 26 | 5  | 17 | 4  | 34 | 27 | 1,259 |                                |
| 7.  | Flacăra Ploiești         | 24   | 26 | 8  | 8  | 10 | 33 | 31 | 1,065 |                                |
| 8.  | Unirea Tricolor          | 24   | 26 | 9  | 6  | 11 | 28 | 28 | 1,000 |                                |
| 9.  | Jiul Petroșani           | 24   | 26 | 6  | 12 | 8  | 28 | 35 | 0,800 |                                |
| 10. | CS Târgu Mureș           | 23   | 26 | 8  | 7  | 11 | 30 | 38 | 0,789 |                                |
| 11. | Corvinul (X)             | 23   | 26 | 9  | 5  | 12 | 35 | 51 | 0,686 | Exclusă                        |
| 12. | Locomotiva București (R) | 22   | 26 | 9  | 4  | 13 | 38 | 45 | 0,844 | Retrogradare în Divizia B 1955 |
| 13. | Câmpia Turzii (R)        | 20   | 26 | 4  | 12 | 10 | 23 | 36 | 0,639 | Retrogradare în Divizia B 1955 |
| 14. | CA Oradea (R)            | 18   | 26 | 4  | 10 | 12 | 22 | 42 | 0,524 | Retrogradare în Divizia B 1955 |

| Câștigătorii Diviziei A, ediția 1954 |
| ------------------------------------ |
| Flamura Roșie Arad Al 4-lea Titlu    |

## Rezultate
| Oaspeți ► Gazde ▼                          | CCA | DIN | DOS | FLA | FRA | LBU | LTI | TÂR | HUN | TUR | MIP | ORA | ȘCJ | ȘTI |
| ------------------------------------------ | --- | --- | --- | --- | --- | --- | --- | --- | --- | --- | --- | --- | --- | --- |
| CCA București                              | —   | 2–2 | 2–1 | 2–1 | 2–1 | 3–0 | 2–1 | 1–1 | 1–0 | 2–2 | 2–2 | 1–0 | 0–1 | 1–0 |
| Dinamo București                           | 0–0 | —   | 3–2 | 3–3 | 5–0 | 2–2 | 1–1 | 4–2 | 6–1 | 1–1 | 2–2 | 4–0 | 3–4 | 1–3 |
| Dinamo Orașul Stalin                       | 1–2 | 1–2 | —   | 1–0 | 2–0 | 1–0 | 1–0 | 0–3 | 0–1 | 2–0 | 3–0 | 0–0 | 2–1 | 1–1 |
| Flacăra Ploiești                           | 0–1 | 1–4 | 1–0 | —   | 1–3 | 0–2 | 2–1 | 3–0 | 8–0 | 3–1 | 1–0 | 0–1 | 1–1 | 1–1 |
| Flamura Roșie Arad                         | 3–0 | 1–0 | 2–0 | 0–0 | —   | 4–1 | 1–1 | 1–0 | 2–1 | 1–0 | 2–2 | 2–1 | 1–0 | 1–1 |
| Locomotiva București                       | 2–3 | 1–2 | 1–3 | 3–0 | 2–3 | —   | 0–2 | 2–0 | 3–1 | 1–0 | 2–1 | 0–0 | 2–1 | 5–4 |
| Locomotiva Timișoara                       | 2–0 | 1–1 | 2–0 | 0–0 | 0–2 | 5–0 | —   | 3–0 | 5–0 | 2–0 | 3–0 | 5–0 | 3–1 | 1–1 |
| Locomotiva Tîrgu Mureș                     | 0–2 | 1–0 | 1–1 | 1–3 | 2–3 | 1–0 | 3–0 | —   | 2–1 | 1–1 | 1–0 | 5–1 | 1–0 | 2–2 |
| Metalul Hunedoara                          | 2–1 | 2–5 | 2–2 | 3–1 | 1–2 | 2–1 | 2–0 | 2–1 | —   | 3–0 | 0–0 | 2–2 | 1–1 | 0–0 |
| Metalul Cîmpia Turzii                      | 1–4 | 0–4 | 1–0 | 0–0 | 0–2 | 1–1 | 3–0 | 1–1 | 3–0 | —   | 1–1 | 1–1 | 2–0 | 3–3 |
| Minerul Petroșani                          | 0–0 | 2–1 | 1–1 | 0–0 | 0–0 | 0–3 | 0–0 | 0–0 | 0–5 | 3–1 | —   | 2–1 | 4–0 | 1–1 |
| Progresul Oradea                           | 1–1 | 2–4 | 1–1 | 0–1 | 1–0 | 3–2 | 2–2 | 1–1 | 0–1 | 0–0 | 0–1 | —   | 1–0 | 1–1 |
| Știința Cluj                               | 1–0 | 1–2 | 1–0 | 2–1 | 2–0 | 3–2 | 0–0 | 2–0 | 2–1 | 0–0 | 4–3 | 3–1 | —   | 1–1 |
| Știința Timișoara                          | 0–0 | 0–0 | 0–2 | 1–1 | 4–0 | 0–0 | 0–0 | 4–0 | 3–1 | 0–0 | 1–3 | 2–1 | 0–0 | —   |
| Câștigă gazdele; Remiză; Câștigă oaspeții. |     |     |     |     |     |     |     |     |     |     |     |     |     |     |